# Пашковский (аэропорт)
Международный аэропорт федерального значения Краснода́р (также Па́шковский) имени Екатерины II (IATA: KRR, ICAO: URKK)— международный аэропорт федерального значения в Краснодаре. Расположен на восточной окраине Краснодара, в 12 км от его центра.
Официальное название аэропорта — «Международный аэропорт Краснодар имени Екатерины II». Эксплуатант аэропорта — «Аэродинамика».
Является вторым по величине аэропортом Юга России (после аэропорта Сочи), занимает 9-е место по пассажиропотоку среди российских аэропортов (после московских аэропортов (Шереметьево, Домодедово и Внуково), петербургского (Пулково), аэропорта Сочи, новосибирского (Толмачёво), аэропорта Симферополь и екатеринбургского (Кольцово). На обслуживаемой аэропортом территории Краснодарского края проживает 3,7 млн человек. Идёт планировка проекта нового терминала аэропорта. Откроют новый терминал не раньше 2027 года. С 24 февраля 2022 года по настоящее время аэропорт закрыт для гражданских судов в связи с вторжением России на Украину.

## Описание
Аэропорт Краснодар (Па́шковский) имеет три взлетно-посадочных полосы с искусственным покрытием:
- 05П/23Л — основная ВПП, 15.06.2017 г. введена в эксплуатацию после длительной реконструкции. способна принимать самолёты Ил-76, Ту-204, Airbus A330, Boeing 767, Boeing 787, Boeing 777-200 (с ограничениями), Boeing 747 (с ограничениями), Embraer 195, Sukhoi Superjet 100 и все более лёгкие, а также вертолёты всех типов. Также категория метеоминимума ВПП была повышена до САТ-II (но сразу же CAT-II отменена NOTAM) с возможностью дооборудования до САТ-III.
- 05Ц/23Ц — временная ВПП, построенная в 2013 году на месте магистральной рулёжной дорожки (РД М). После открытия 05П/23Л была закрыта на реконструкцию с последующим возвратом прежней функции РД М.
- 05Л/23П — для взлёта и посадки самолётов непригодна, функционирует созданная на ней вертолётная площадка для взлёта и посадки вертолётов в светлое время суток. В период зимних Олимпийских игр в Сочи использовалась для стоянки бизнес-джетов, которые перегонялись в Краснодар из адлерского аэропорта для отстоя.

Пропускная способность терминалов краснодарского аэропорта составляет 1000 пассажиров в час на внутренних авиалиниях и 700 пассажиров в час на международных. Оборудованные места стоянок способны разместить до 38 воздушных судов одновременно.
Вблизи Краснодара имеются также аэропорт местных воздушных линий Энем (индекс УРКС) и спортивный аэродром «Энем» (индекс ЬРКД), который используется для спортивных соревнований и прыжков с парашютом.

## Терминалы
Пассажирские перевозки осуществляются через два пассажирских терминала: аэровокзал внутренних авиалиний (терминал 1), аэровокзал международных авиалиний (терминал 2). Имеется также отдельный VIP-терминал (терминал 3). Грузовые перевозки осуществляются через грузовой терминал.
В аэропорту есть зона таможенного контроля, медицинская и ветеринарная службы, аренда автомобилей.
На привокзальной площади находится 2х-звёздочная гостиница «Аэропорт Краснодар».

## Авиакомпании и направления
Аэропорт является хабом для авиакомпании Азимут.
В 2019 году маршрутная сеть аэропорта состояла из более 65 направлений. Рейсы выполняли более 30 авиакомпаний.

## История
- 1932 — неподалёку от центральной усадьбы совхоза «Пашковский» приземлилось семь самолётов По-2 авиационного общества по борьбе с вредителями (ОБВ). В конце 1932 г. ОБВ реорганизовано. На его основе была создана Пашковская авиабаза, которая в конце 1933 года перебазировалась на аэродром нынешнего аэропорта «Краснодар».
- 1934 — авиабаза была реорганизована в 218 Пашковский авиаотряд спецприменения ГВФ (Гражданский воздушный флот) и тогда же значительная часть самолётов По-2 была переоборудована под пассажирские. Осуществлялась перевозка пассажиров по расписанию из Краснодара в Майкоп, Сочи, Анапу и т. д. В военные годы самолёты особой эскадрильи Краснодарского авиапредприятия доставляли на фронт боеприпасы, горюче-смазочные материалы, эвакуировали раненых.
- 1946 — Краснодарский аэропорт начал принимать самолёты Ли-2, а с 1948 — Ил-12.
- 1956 — на территории аэропорта стали базироваться новые самолёты Пашковского авиаотряда: Як-12, а также вертолёты Ми-1 и Ка-15.
- 10 ноября 1959 года введено в эксплуатацию новое двухэтажное здание пассажирского терминала, построенное по типовому проекту в 1957—1959 г.г.[9]
- 1960 — закончилось строительство первой бетонированной взлётно-посадочной полосы и Краснодарский аэропорт стал принимать самолёты Ил-18. Осуществлялись регулярные рейсовые пассажирские и грузовые перевозки по союзным линиям на самолётах Ан-10, Ил-18, Ан-12.
- 1962 — из Краснодарского аэропорта начались рейсовые пассажирские полёты на самолётах Ту-124.
- 1963 — в Краснодарском аэропорту появляется новая система посадки с курсом 230°. До этого аэропорт не мог принимать современные турбированные самолёты, так как при неудачном направлении ветра было невозможно обеспечить безопасную посадку самолёта[10].
- 1964 — был образован Краснодарский объединённый авиаотряд Северо-Кавказского Управления Гражданской Авиации. В 1964 году авиаотряд получил собственные самолёты Ан-24.
- 1969 — рядом со старым терминалом был построен новый аэровокзальный комплекс, который включал двухэтажное здание пассажирского терминала, трёхэтажный центр управления полётами и вышка командно-диспетчерского пункта. Новый пассажирский терминал стал обслуживать пассажиров союзных авиалиний, а старый терминал стал обслуживать только местные авиалинии.
- 1981 — началась эксплуатация самолётов Як-42.
- 1984 — введена в эксплуатацию вторая бетонированная взлётно-посадочная полоса.
- 7 мая 1988 года у входа в старый терминал состоялось торжественное открытие памятника Евдокии Бершанской, командиру 46-го гвардейского Таманского женского авиаполка.
- 5 октября 1993 года Краснодарский объединённый авиаотряд Северо-Кавказского Управления Гражданской Авиации был преобразован в ОАО «Авиационные линии Кубани», в состав которого входили авиакомпания и аэропорт.
- 2006 год — ОАО «Авиационные линии Кубани» реорганизовано путём выделения из него двух структур: ОАО «Международный аэропорт Краснодар» и ОАО «Территориальное агентство воздушных сообщений Кубань». Международный аэропорт Краснодар начал свою самостоятельную работу в структуре компании «Базовый элемент».
- 14 июля 2010 года в аэропорту состоялась презентация самолёта Ан-140 авиакомпании «Якутия» и его первый полёт по новому маршруту Краснодар—Сочи—Краснодар. Техническое обслуживание самолёта осуществляет его производитель — самарский завод «Авиакор». Один самолёт Ан-140 «Якутии» постоянно базируется в Краснодаре и выполняет рейсы дважды в день ежедневно[11].
- 16 декабря 2010 года — обслужен двухмиллионный пассажир с начала года.
- 27 января 2011 года российская лоу-кост авиакомпания «Авианова» приняла решение о базировании самолётов «Авиановы» в аэропорту города Краснодара начиная с мая 2011 года. Решение о выборе краснодарского аэропорта вторым базовым для перевозчика было объявлено 27 января 2011 года на прошедшей совместной пресс-конференции «Авиановы» и «Базэл Аэро».
- 14 октября 2011 года — обслужен двухмиллионный пассажир 2011 года. Им стал пассажир авиакомпании S7 Airlines, вылетавший в Москву. Аэропорт продолжает демонстрировать темп прироста пассажиропотока выше среднего по отрасли.
- 12 марта 2012 года — началась реконструкция аэродромной инфраструктуры.
- 11 декабря 2012 года — авиакомпания «Кубань» прекратила операционную деятельность и полёты своих воздушных судов.
- 24 июля 2014 года — введены в эксплуатацию новые аэродромные объекты: вновь построенная рулёжная дорожка О (Оскар), проложенная от ВПП-1 к магистральной РД М (Майк) параллельно С (Чарли) и временная ИВПП 05С-23С (05Ц-23Ц) длиной 2400 метров, построенная на месте реконструированной магистральной рулёжной дорожки (МРД). Основная ВПП 05R-23L с этого дня закрыта на реконструкцию, которая продлится около года.
- 6 ноября 2014 года — преодолён рубеж годового пассажиропотока в три миллиона пассажиров.
- 15 июля 2017 года — введена в строй обновлённая ИВПП 05R-23L длиной 3001 метр и шириной 45 метров с полосами безопасности 7,5 метров по каждой из сторон. Полоса также оборудована курсо-глиссадной системой CAT II[12].
- 31 мая 2019 года аэропорту присвоено имя Екатерины II[5]. В том же году в летней зоне аэровокзала была установлена скульптура Екатерины II.
- В феврале 2020 года на форуме инфраструктуры гражданской авиации NAIS-2020 Международный аэропорт Краснодар был признан лучшим в номинациях «Лучший аэропорт с пассажиропотоком от 4 до 7 млн чел. в год», «Лучший аэропорт для авиакомпаний», «Лучший аэропорт (по итогам голосования журналистов)»[13].
- С 24 февраля 2022 года аэропорт закрыт был для гражданских судов в связи с вторжением России на Украину[7].
- 15 декабря 2023 года аэропорт Краснодара принял первый гражданский самолет с 24 февраля 2022 года. Sukhoi Superjet 100 совершил технический перелёт из Минеральных Вод перед открытием аэропорта для регулярных рейсов[14].

## Реконструкция

### Реконструкция ВПП
В 2013 году на месте магистральной рулёжной дорожки (РД М) построена временная ВПП 05Ц/23Ц. В начале 2014 года ВПП оснащена светосигнальным (ССО), радиотехническим (РТО) и метеорологическим оборудованием, в апреле 2014 года выполнен облёт ССО и РТО. Это позволо выполнять взлёты и посадки самолётов на ВПП 05Ц/23Ц, а основную ВПП 05П/23Л закрыть на реконструкцию. Приём и выпуск воздушных судов с временной ВПП 05Ц/23Ц производится с 24 июля 2014 года.
15 июня 2017 г. была введена в эксплуатацию реконструируемая полоса, в этот же день она смогла принять первый борт. По данным «Базэл Аэро», длина новой полосы составляет 3 км, ширина — 60 метров. Она имеет бетонное покрытие, соответствующее всем нормам и требованиям, и способна принимать самолёты большей вместительности. Инвестиции в реализацию проекта составили 4,6 млрд рублей. Строительство полосы — часть проекта по реконструкции и развитию аэропорта (ФЦП «Развитие транспортной системы России»). Уже проведена реконструкция магистральной рулёжной дорожки, которая с 24 июня 2014 года использовалась в качестве основной взлётно-посадочной полосы. Затем произвели ремонт основной ВПП и рулёжных дорожек, заменили инженерные сети, светосигнальное оборудование и другие элементы инфраструктуры.

### Новый терминал
В конце февраля 2021 года на 31-й Международной архитектурно-строительной выставки YugBuild-2021 был представлен проект нового аэровокзального комплекса аэропорта Краснодара. Проектом было предусмотрено строительство нового аэровокзального комплекса и объектов служебно-технической территории аэропорта. Новый комплекс был спланирован на 3,5 км восточнее от старого аэропорта Краснодар. Проектированием комплекса занималась ООО «Спектрум-Холдинг».
Осенью 2021 года к строительству нового комплекса приступила компания «Аэротерминал». После планируемого на 2026 год ввода в эксплуатацию нового терминала, аэропорт сможет обслуживать до 10,5 млн пассажиров в год. Его пропускная способность возрастёт до 30 взлётно-посадочных операций в час. Ожидается, что аэропорт станет частью крупного транспортно-пересадочного узла, в состав которого войдёт также новый железнодорожный вокзал и автобусная станция. В строительство было инвестировано около 25 млрд. рублей.
Новое здание терминала будет состоять из трёх этажей. Проектом предусмотрена:
- На первом этаже будут находиться зоны регистрации на внутренние и международные рейсы. А также зоны для сдачи/выдачи багажа, камеры хранения, кассы, медицинский пункт, магазины и кафе, зал прилёта.
- Второй этаж будет предназначен для трансфертных пассажиров, а также VIP и бизнес-залов, комнаты матери и ребёнка и служебных помещений для пограничников, таможенников и сотрудников аэропорта.
- На третьем этаже будут находиться залы ожидания для пассажиров внутренних и международных рейсов (в том числе для владельцев карты Priority Pass). Также там должна появится большая зона общепита, а также зоны предполётного досмотра пассажиров и таможенного контроля.[19]

Новый аэровокзальный комплекс, площадью 82 тыс. кв. м, по проекту оснащён десятью телескопическими трапами. Кроме аэровокзала, также планируются административное здание для размещения государственных служб и служб аэропорта, автомобильной парковки, объекты служебно-технических служб, инженерные здания и сооружения, ремонтные мастерские, складские помещения, гаражи под спецтехнику.

## Показатели деятельности за последние годы
Данные из запроса в Викиданные.
| Год  | Пассажиропоток, тыс. пасс. | Место по РФ |
| ---- | -------------------------- | ----------- |
| 1996 | 1074,568                   |             |
| 1997 | 1003,948 ▼                 |             |
| 1998 | 907,118 ▼                  |             |
| 1999 | 971,474 ▲                  |             |
| 2000 | 818,578 ▼                  |             |
| 2001 | 903,640 ▲                  |             |
| 2002 | 896,272 ▼                  |             |
| 2003 | 985,955 ▲                  |             |
| 2004 | 1092,245 ▲                 |             |
| 2005 | 1151,992 ▲                 |             |
| 2006 | 1227,307 ▲                 |             |
| 2007 | 1391 ▲                     | 9           |
| 2008 | 1609 ▲                     | 7           |
| 2009 | 1571 ▼                     | 7           |
| 2010 | 2086 ▲                     | 7           |
| 2011 | 2511 ▲                     | 7           |
| 2012 | 2599 ▲                     | 7           |
| 2013 | 2853 ▲                     | 7           |
| 2014 | 3414 ▲                     | 7           |
| 2015 | 3128 ▼                     | 9           |
| 2016 | 2993 ▼                     | 9           |
| 2017 | 3498 ▲                     | 9           |
| 2018 | 4173 ▲                     | 9           |
| 2019 | 4642 ▲                     | 9           |
| 2020 | 3 084▼                     | 9           |
| 2021 | 5 025 ▲                    | 9           |
| 2022 | 673 ▼                      |             |
| 2023 | не принимал пассажиров     |             |

## Финансовые показатели
Выручка:
2008 — 2,432 млрд руб. (рост на 48 %), из них 1,379 млрд руб. от реализации авиатоплива, 631 млн руб. от обслуживания воздушных судов. Чистая прибыль — 295,896 млн руб. (рост на 38,5 %).
2009 — 1,320 млрд рублей. Чистая прибыль 359 млн рублей.
2011 — 2,066 млрд рублей. Чистая прибыль 660,56 млн рублей
2012 — 2,118 млрд рублей. Чистая прибыль 488,8 млн рублей
2013 — 2,3 млрд рублей. Чистая прибыль 371,2 млн рублей-2014г.

## Транспортное сообщение
Троллейбус 7. Автобус, маршрутные такси 30, 108.